# Отнога (приток Нижнего Утяка)
Отнога — ручей в Кетовском районе Курганской области. Правый приток реки Нижний Утяк , впадает в реку в 11 км от её устья. Длина ручья 12 км.
Истоки — у восточной границы Кетовского муниципального округа, в 3,5 км северо-западнее села Камышное соседнего Варгашинского муниципального округа. От истока течёт преимущественно на северо-запад, в среднем течении принимает справа приток Сухая Отнога и поворачивает на юго-запад. Впадает в Нижний Утяк справа в селе Новое Лушниково.